# Diederik Ebbinge
 (octobre 2018).
Si vous disposez d'ouvrages ou d'articles de référence ou si vous connaissez des sites web de qualité traitant du thème abordé ici, merci de compléter l'article en donnant les références utiles à sa vérifiabilité et en les liant à la section « Notes et références ».
Diederik Ebbinge, né le 9 mai 1969 à Enschede, est un acteur, réalisateur, scénariste et chanteur néerlandais.

## Filmographie
- 2010 : Eep! de Rita Horst et Ellen Smit[2]
- 2011 : Bennie Brat de Johan Nijenhuis : Mayor[3]
- 2012 : Family Way de Joram Lürsen : Lodewijk de Goeie[4]
- 2013 : Crimi Clowns: De Movie de Luk Wyns[5]
- 2014 : Heart Street de Sanne Vogel : Ron[6]
- 2014 : Tuscan Wedding de Johan Nijenhuis : Bob[7]
- 2016 : Sneekweek de Martijn Heijne : le chef commissaire Stienstra
- 2018 : All You Need Is Love (nl) : Dirk

### Comme réalisateur et scénariste
- 2006 : Naakt : co-réalisé avec Albert Jan van Rees[8]
- 2008 : Succes[9]
- 2009 : Gewoon Hans[10]
- 2014 : Matterhorn[11]
- 2015 : Kidnap - Bo's Most Exciting Holiday Ever[12]

## Discographie

### Album Studio

#### Avec le groupe De Vliegende Panters
- 2001 : Daar Vliegende Panters.

## Crédit d'auteurs
- (nl) Cet article est partiellement ou en totalité issu de l’article de Wikipédia en néerlandais intitulé « Diederik Ebbinge » (voir la liste des auteurs).